# Vasile Dîncu
Vasile Dîncu (oppure Dâncu) (Năsăud, 25 novembre 1961) è un politico e sociologo rumeno.

## Formazione e studi
Figlio di uno scrittore autodidatta, Vasile Dîncu crebbe nel piccolo villaggio di Runcu Salvei, in Transilvania. Frequentò il liceo George Coșbuc di Bistrița e, successivamente, si iscrisse alla facoltà di storia dell'Università di Cluj per studiare sociologia. Dopo la laurea fu per un breve periodo professore di scienze sociali a Petroșani e giornalista per il quotidiano Zori noi, occupandosi della pagina di cultura.

## Carriera accademica e professionale
Fu professore presso la facoltà di scienze politiche, amministrative e della comunicazione all'Università di Cluj e anche presso la facoltà di sociologia dell'Università di Bucarest. Insegnò sociologia generale, opinione pubblica, comunicazione, ricerca di mercato e management strategico. Dal 2005 fu responsabile di dottorato presso lo IOSUD, nel quadro dell'Università di Bucarest. Dal 2012 rivestì il ruolo di membro della commissione di sociologia e di scienze politiche e amministrative del consiglio nazionale di verifica di titoli, diplomi e certificati universitari (CNATDCU). Fu membro dell'ESOMAR (Società europea per sondaggi di opinione e marketing) e della società dei sociologi della Romania. Nel 2014 fu nominato membro dell'Unione degli scrittori della Romania.
Nel 1994 fondò a Cluj l'istituto di ricerca sociologica e sondaggistica Metro Media Transilvania. Nel 2009 questo fu seguito dall'Istituto Rumeno per la Valutazione e la Strategia (IRES), che divenne uno dei più importanti centri di ricerca sociologica del paese. Nel dicembre 2015, appena nominato ministro nel governo Cioloș, Dîncu cedette la società all'imprenditore Ovidiu Turcu.
Tra le altre attività culturali fondò il settimanale regionale Transilvania REPORTER, la rivista Sintesi – rivista di cultura e pensiero strategico e, tra il 2011 e il 2013, fu presidente del gruppo editoriale proprietario delle emittenti televisive regionali Transilvania L!VE e Look TV.

## Carriera politica

### Ministro di Adrian Năstase
Nel 1999 si iscrisse al Partito della Democrazia Sociale di Romania, poi denominato Partito Social Democratico (PSD).
In virtù della sua fama di esperto di sociologia e direttore dell'Istituto Metro Media, nel 2000 fu convocato dal primo ministro Adrian Năstase per la conduzione nel neonato Ministero delle Informazioni Pubbliche. Mantenne l'incarico fino al 2003, quando il ministero fu dismesso e trasformato in Agenzia per le Strategie di Governo (rumeno: Agenția Pentru Strategii Guvernamentale). Dâncu rimase direttore dell'agenzia fino al termine del mandato nel dicembre del 2004. Nello stesso periodo fu vicepresidente del partito e presidente esecutivo del PSD nel distretto di Cluj, nonché tra i più importanti esponenti del partito in Transilvania.
Fece parte, infatti, del cosiddetto "gruppo di Cluj", insieme agli allora ministro degli interni Ioan Rus e ministro per le negoziazioni con l'Unione Europea Vasile Pușcaș. Si trattò di una corrente interna al partito che sosteneva la necessità di ammodernare il PSD decentrando il potere decisionale e allontanandosi dall'influenza ideologica di alcuni leader legati al passato. In tal senso fu palese l'opposizione del gruppo all'ex presidente della repubblica Ion Iliescu. Nel 2005, infatti, il "gruppo di Cluj" fu determinante nell'elezione a presidente del partito di Mircea Geoană, che per la carica concorreva proprio contro Iliescu.

### Deputato ed europarlamentare
Eletto al senato alle elezioni legislative del 2004, fu parlamentare del PSD per il distretto di Cluj fino al 2008.
Dal 26 settembre 2005 al 31 dicembre 2006 fu europarlamentare con status di osservatore presso il Parlamento europeo. Con l'ingresso della Romania nell'Unione europea, divenne membro effettivo con decorrenza dal 1º gennaio 2007, fino al 9 dicembre dello stesso anno. Nella sua esperienza a Bruxelles apprezzò fortemente il professionalismo e lo stile politico aconflittuale e negoziale delle istituzioni europee.
Nel luglio 2007, visti i crescenti contrasti con il presidente Mircea Geoană e con altri elementi del PSD (come Marian Vanghelie), nati anche per via della scelta del partito di seguire la linea Iliescu e di schierarsi contro Traian Băsescu in occasione del referendum diretto alla rimozione dal suo incarico, Dîncu rassegnò le dimissioni da vicepresidente. Dopo aver abbandonato insieme a Ioan Rus tutte le funzioni all'interno del PSD, nel 2010 lasciò il partito per occuparsi della propria attività professionale.

### Periodo da indipendente
Nell'ottobre del 2015 il presidente del PSD Liviu Dragnea fece un appello a Dîncu perché si riavvicinasse al partito, ma questo non fu colto dal diretto interessato.
Nel novembre 2015, dopo le dimissioni del governo Ponta IV, il nome di Vasile Dîncu circolò come quello di possibile nuovo primo ministro in sostituzione di Victor Ponta. Il 10 novembre il presidente della repubblica Klaus Iohannis, tuttavia, affidò il governo all'ex Commissario europeo per l'agricoltura e lo sviluppo rurale Dacian Cioloș. Sebbene si trattasse di un governo tecnico senza affiliazione partitica dei suoi membri, nonostante la vicinanza del sociologo al PSD, Cioloș conferì a Dîncu il ruolo di vice primo ministro e la guida del ministero dello sviluppo regionale e della pubblica amministrazione.
Nel dicembre del 2016 fu ipotizzato dalla stampa come possibile premier nel caso di una vittoria del PSD alle elezioni parlamentari in Romania del 2016. Nonostante i rapporti personali con Dragnea, questi comunicò che Dîncu non sarebbe stato proposto per la posizione di primo ministro, ma che probabilmente avrebbe rivestito un altro incarico in seno al gabinetto di governo.

### Presidente del Consiglio nazionale del PSD
Pur formalmente indipendente, dal febbraio 2020 fece parte del team che si occupava della nuova strategia politica del PSD. Il 30 luglio dello stesso anno fu nominato presidente ad interim del consiglio nazionale del PSD su indicazione del nuovo leader socialdemocratico Marcel Ciolacu, che era intenzionato a riproporre Dîncu nella stessa funzione nel corso del congresso del partito in programma per l'estate.
Il 22 agosto 2020, eletto presidente del consiglio nazionale del PSD nel quadro del meeting che confermò la leadership di Ciolacu, Dîncu tornò a far parte della dirigenza del partito. Nel corso del congresso affermò che il suo obiettivo era quello di dare un nuovo orientamento al PSD, che in tre anni aveva perso metà del suo elettorato a causa di politiche inadeguate.

### Senatore e ministro della difesa
Alle elezioni del 2020 conseguì un seggio da senatore per il distretto di Cluj. Nel corso della legislatura fu membro delle commissioni istruzione e cultura del senato e membro della commissione parlamentare comune per i rapporti con l'UNESCO. Tra il settembre e il novembre 2021 fu anche vicepresidente del Senato e tra il novembre 2022 e il luglio 2024 fu presidente della delegazione rumena all'assemblea parlamentare della NATO. Nel novembre 2022 fu nominato presidente della commissione affari europei del Senato.
Nel novembre 2021 fu indicato come ministro della difesa del neonato governo Ciucă.
Nell'ottobre 2022 rilasciò un'intervista in cui affermava la necessità di negoziare un trattato di pace con la Russia nel contesto della crisi russo-ucraina, che incontrò la contrarietà del presidente della Romania, Klaus Iohannis. Il 24 ottobre rassegnò le proprie dimissioni da ministro della difesa, lamentando l'impossibilità di collaborare con il capo di Stato.

### Ritorno al Parlamento europeo
Si dimise da senatore il 10 luglio 2024 per assumere l'incarico di europarlamentare. Fu quindi membro della Commissione per gli affari costituzionali e sostituto della Commissione per gli affari esteri.
In occasione del congresso del PSD del 24 agosto 2024 fu nominato vicepresidente del partito con competenza sugli affari europei.

## Vita privata
Si sposò con una collega di università al secondo anno di facoltà ed ebbero subito un figlio.

## Pubblicazioni
- (RO) Vasile Dâncu, Audiența radio în România, Cluj-Napoca, Editura Fundației Culturale Române, 1998.
- (RO) Vasile Dâncu, Societatea civilă și administrația locală, Cluj-Napoca, Metro Media Press, 1999.
- (RO) Vasile Dâncu, Comunicarea simbolică. Arhitectura discursului publicitar, Cluj-Napoca, Editura Dacia, 1999.
- (RO) Vasile Dâncu, Comunicarea în managementul instituțional, Cluj-Napoca, Editura Wolphin, 1999.
- (RO) Vasile Dâncu, Țara telespectatorilor fericiți. Contraideologii, Cluj-Napoca, Editura Dacia, 2000.
- (RO) Vasile Dâncu, Politica inutilă, Cluj-Napoca, Editura Eikon, 2007.
- (RO) Vasile Dâncu, Patrie de unică folosință, Cluj-Napoca, Editura RAO, 2010.
- (RO) Vasile Dâncu, Mitologii, fantasme și idolatrie, Cluj-Napoca, Editura RAO, 2011.
- (RO) Vasile Dâncu, Poveștile, viața și moartea, Cluj-Napoca, Editura Eikon, 2011.
- (RO) Vasile Dâncu, O Românie interioară, Cluj-Napoca, Editura Eikon, 2013.
- (RO) Vasile Dâncu, Triburile. O patologie a politicii românești de la Revoluție la Generația Facebook, Cluj-Napoca, Editura Școala Ardeleană, 2014.